# Хорват, Геза
Геза Хорват (венг. Horváth Géza; 1847—1937) — венгерский энтомолог.

## Биография
Родился в 1847 году в небольшом населённом пункте Чеч (ныне: Чечеёвце в Кошицком крае Словакии). Изучал медицину в Вене, в 1872 году доктор медицины.
С 1873 по 1874 год ассистент при зоологическом отделе Венгерского национального музея, с 1875 по 1879 год занимался врачебной практикой, в 1880 году назначен управляющим государственной энтомологической станцией, которую устроил по образцу американских. 
С 1896 года директор зоологического отдела Венгерского национального музея в Будапеште. Хорват предпринимал путешествия в Южную Францию для изучения филлоксерного вопроса и по приглашению министерства земледелия и государственных имуществ в 1893 году в качестве эксперта посетил Бессарабию и Закавказье, при чём занимался и изучением фауны посещаемых им областей. 
Главным предметом изучения Хорвата служили вредные и другие, а в особенности — полужесткокрылые насекомые. Многочисленные его труды помещены большей частью в издания венгерского музея («Természetrajzi Füzetek») и в «Revue d’Entomologie».

## Труды
- Monographia Lygaeidarum Hungariae. — Budapest, 1875.
- (венг.) Jahresberichte der Entomologischen Versuchsstation uber Phylloxera-Angelegenheiten. — 5 Bds. — Budapest, 1882—1886.
- (венг.) Mittheilungen der Kgl. Ung. Entomologischen Versuchsstation. — I Bd. — Budapest, 1890—1895.
- Fauna Regni Hungariae: Hemiptera. — Budapest, 1897.
- Zoologische Ergebnisse der dritten asiatischen Forschungsreise des Grafen Zichy. — Budapest—Leipzig, 1901.